# Mîhailivka, Vilneansk
Mîhailivka (în ucraineană Михайлівка) este localitatea de reședință a comunei Mîhailivka din raionul Vilneansk, regiunea Zaporijjea, Ucraina.

## Demografie
Componența lingvistică a localității Mîhailivka
     Ucraineană (70,14%)
     Rusă (29,58%)
     Alte limbi (0,14%)
Conform recensământului din 2001, majoritatea populației localității Mîhailivka era vorbitoare de ucraineană (70,14%), existând în minoritate și vorbitori de rusă (29,58%).